# ナミルリモンハナバチ
ナミルリモンハナバチ（学名：Thyreus decorus）は、ハチ目・ミツバチ科の昆虫である。

## 形態

### 成虫
体長は雄10～13mm、雌11～14mm。頭部と胸部の色は黒、腹部背板に虹色の光沢があり、体毛は黒色、斑紋を成す羽状毛は鮮青色。

## 生態
スジボソフトハナバチに労働寄生すると推測される。訪花植物はランタナ、マリーゴールド、センダングサなど。

## 分布
日本（本州・四国・九州・大隅諸島）・台湾・東南アジア・中国・朝鮮半島・極東ロシア

## 人間との関わり
日本では、2012年8月の第4次レッドリストで新たにDD（データ不足）として掲載されている。都道府県別では、青森県で絶滅危惧I類、京都府と群馬県で絶滅危惧II類、栃木県で準絶滅危惧種となっている。京都府では、1970年代以降は2014年まで発見報告がなかった。大分県では、農地・リゾート開発などにより生息地の消滅や減少、宿主の生息や蜜源の減少により個体数が著しく減少しており、絶滅危惧II類に指定されている。
- 情報不足（DD）（環境省レッドリスト）

日本では「ブルービー」と称す事もあり、2016年の熊本地震で被害を受けた熊本県南阿蘇村の葉祥明阿蘇高原絵本美術館は、南阿蘇村への義援金や同美術館の修復費に充てようと、館内の庭園で鑑賞する事ができるこのハチをモチーフにしたキャラクター「ブルービー」をデザインしたTシャツを販売した。

## 近縁種
- T.centrimacula ウスルリモンハナバチ Pérez, 1905[1]
- T.himalayensis ヒマラヤルリモンハナバチ Radoszkowski, 1893[1][13]
- T.takaonis タカオルリモンハナバチ Cockerell, 1911[1]